# Чемпионат мира по футболу 2026 (отборочный турнир, УЕФА, группа B)
Жеребьёвка отборочного турнира европейской квалификации чемпионата мира 2026 прошла в Цюрихе 13 декабря 2024 года. В группу B попали сборные следующих стран: Швейцария, Швеция, Словения и Косово.
Матчи в группе B пройдут с 5 сентября по 18 ноября 2025 года.
Сборная, занявшая первое место, выходит в финальную часть чемпионата мира напрямую. Сборная, занявшая второе место, принимает участие в стыковых матчах за право выхода в финальную часть турнира.

## Таблица
| Поз | Команда   | И | В | Н | П | МЗ | МП | РМ | О | Квалификация                        |        | Швейцария | Швеция | Словения | Республика Косово |
| --- | --------- | - | - | - | - | -- | -- | -- | - | ----------------------------------- | ------ | --------- | ------ | -------- | ----------------- |
| 1   | Швейцария | 0 | 0 | 0 | 0 | 0  | 0  | 0  | 0 | Квалификация на чемпионат мира 2026 |        | —         | 15 ноя | 8 сен    | 5 сен             |
| 2   | Швеция    | 0 | 0 | 0 | 0 | 0  | 0  | 0  | 0 | Выход в раунд плей-офф              |        | 10 окт    | —      | 18 ноя   | 13 окт            |
| 3   | Словения  | 0 | 0 | 0 | 0 | 0  | 0  | 0  | 0 |                                     |        | 13 окт    | 5 сен  | —        | 15 ноя            |
| 4   | Косово    | 0 | 0 | 0 | 0 | 0  | 0  | 0  | 0 |                                     | 18 ноя | 8 сен     | 10 окт | —        |                   |

## Матчи
Расписание матчей было опубликовано УЕФА после жеребьёвки 13 декабря 2024 года в Цюрихе. Время начала матчей указано центральноевропейское (CET)/центральноевропейское летнее (CEST) (местное время, если оно отличается, указано в скобках).
| Словения | –:–     | Швеция |
| -------- | ------- | ------ |
|          | (отчёт) |        |

| Швейцария | –:–     | Косово |
| --------- | ------- | ------ |
|           | (отчёт) |        |

| Косово | –:–     | Швеция |
| ------ | ------- | ------ |
|        | (отчёт) |        |

| Швейцария | –:–     | Словения |
| --------- | ------- | -------- |
|           | (отчёт) |          |

| Косово | –:–     | Словения |
| ------ | ------- | -------- |
|        | (отчёт) |          |

| Швеция | –:–     | Швейцария |
| ------ | ------- | --------- |
|        | (отчёт) |           |

| Словения | –:–     | Швейцария |
| -------- | ------- | --------- |
|          | (отчёт) |           |

| Швеция | –:–     | Косово |
| ------ | ------- | ------ |
|        | (отчёт) |        |

| Словения | –:–     | Косово |
| -------- | ------- | ------ |
|          | (отчёт) |        |

| Швейцария | –:–     | Швеция |
| --------- | ------- | ------ |
|           | (отчёт) |        |

| Косово | –:–     | Швейцария |
| ------ | ------- | --------- |
|        | (отчёт) |           |

| Швеция | –:–     | Словения |
| ------ | ------- | -------- |
|        | (отчёт) |          |

## Дисквалификации
Игрок получает дисквалификацию на 1 матч за следующие нарушения:
- Красная карточка (отстранение за красную карточку может быть продлено за грубые нарушения).
- 2 жёлтые карточки в 2 разных матчах (дисквалификация за жёлтую карточку может перенестись на стыковые матчи, но не на основной турнир или любые другие международные матчи).

## Комментарии
1. ↑  CEST (UTC+2) до 26 октября 2025 года, CET (UTC+1) после 26 октября 2025 года.